# Dominique Martin Méon
Dominique Martin Méon  (* 1748 in Saint-Nicolas-de-Port; † 1829) war ein französischer Romanist und Mediävist.

## Leben und Werk
Méon war Bibliothekar in der Manuskriptabteilung  der Bibliothèque Nationale in Paris und Herausgeber mittelalterlicher Texte.

## Werke
- (Hrsg.) Blasons, poésies anciennes des XV et XVImes siècles, Paris 1807
- (Hrsg.) Fabliaux et contes des poètes françois des XII, XIII, XIV et XVe siècles, zuerst hrsg. von Étienne Barbazan, Paris 1756. Neu hrsg. und erweitert, 4 Bde., Paris 1808, Genf 1976
- (Hrsg.) Le Castoiement, ou Instruction d’un Père à son Fils; ouvrage moral, en vers, composé dans le XIIIe siècle, zuerst hrsg. von Étienne Barbazan. Neu hrsg. und erweitert, Paris 1808
- (Hrsg.) Le Roman de la Rose, par Guillaume de Lorris et Jean de Meung. Nouvelle édition revue, 4 Bde., Paris 1813
- (Hrsg.) Nouveau recueil de fabliaux et contes inédits, des poètes français des XIIe, XIIIe, XIVe et XVe siècles, 2 Bde., Paris 1823
- (Hrsg. mit Jean Baptiste Gaspard Roux de Rochelle) Erste Transkription des Buches von Marco Polo in seiner französischen Fassung (Bnf ms. fr.1116), in: Recueils et voyages de la Société de Géographie de Paris 1, 1824 (Archive).
- (Hrsg.) Le Roman du Renart, 4 Bde., Paris 1826